# Asotana formosa
Asotana formosa är en kräftdjursart som beskrevs av Schioedte och Frederik Vilhelm August Meinert 1881. Asotana formosa ingår i släktet Asotana och familjen Cymothoidae. Inga underarter finns listade i Catalogue of Life.